# Torneo di Wimbledon 1964
Il Torneo di Wimbledon 1964 è stata la 78ª edizione del Torneo di Wimbledon e terza prova stagionale dello Slam per il 1964.
Si è giocato sui campi in erba dell'All England Lawn Tennis and Croquet Club di Wimbledon a Londra, in Gran Bretagna.

## Campioni

### Senior

#### Singolare maschile
Roy Emerson ha battuto in finale  Fred Stolle con il punteggio di 6–1, 12–10, 4–6, 6–3.

#### Singolare femminile
Maria Bueno ha battuto in finale  Margaret Smith Court con il punteggio di 6–4, 7–9, 6–3.

#### Doppio maschile
Bob Hewitt /  Fred Stolle hanno battuto in finale  Roy Emerson /  Ken Fletcher con il punteggio di 7–5, 11–9, 6–4.

#### Doppio femminile
Margaret Smith Court /  Lesley Turner hanno battuto in finale  Billie Jean King /  Karen Hantze Susman con il punteggio di 7–5, 6–2.

#### Doppio misto
Lesley Turner /  Fred Stolle hanno battuto in finale  Margaret Smith Court /  Ken Fletcher con il punteggio di 6–4, 6–4.

### Junior

#### Singolare ragazzi
Ismail El Shafei ha sconfitto in finale  Vladimir Korotkov con il punteggio di 6–2, 6–3.

#### Singolare ragazze
Peaches Bartkowicz ha sconfitto in finale  Elena Subirats con il punteggio di 6–3, 6–1.